# Kiewer Festung

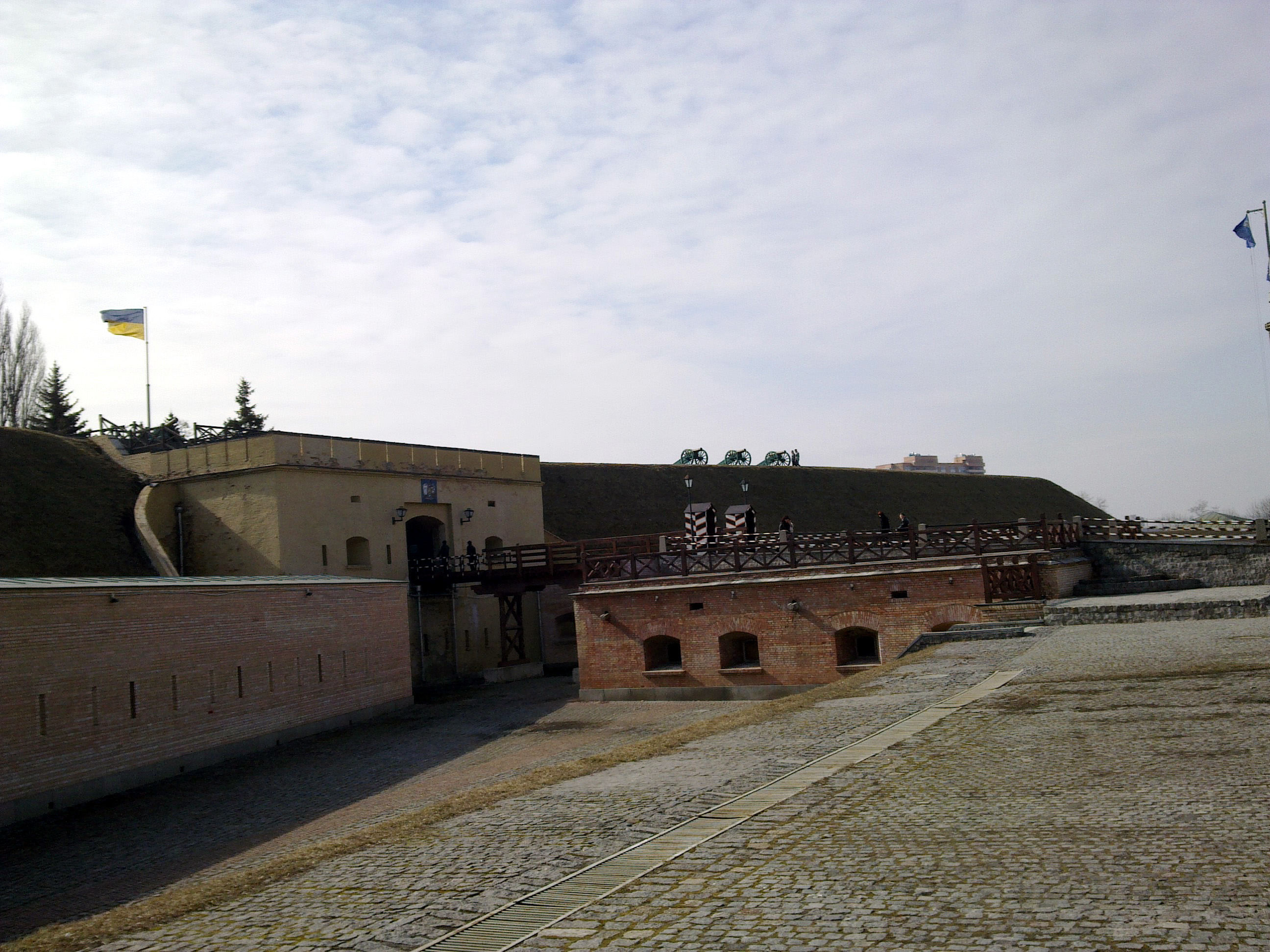
Die Kiewer Festung

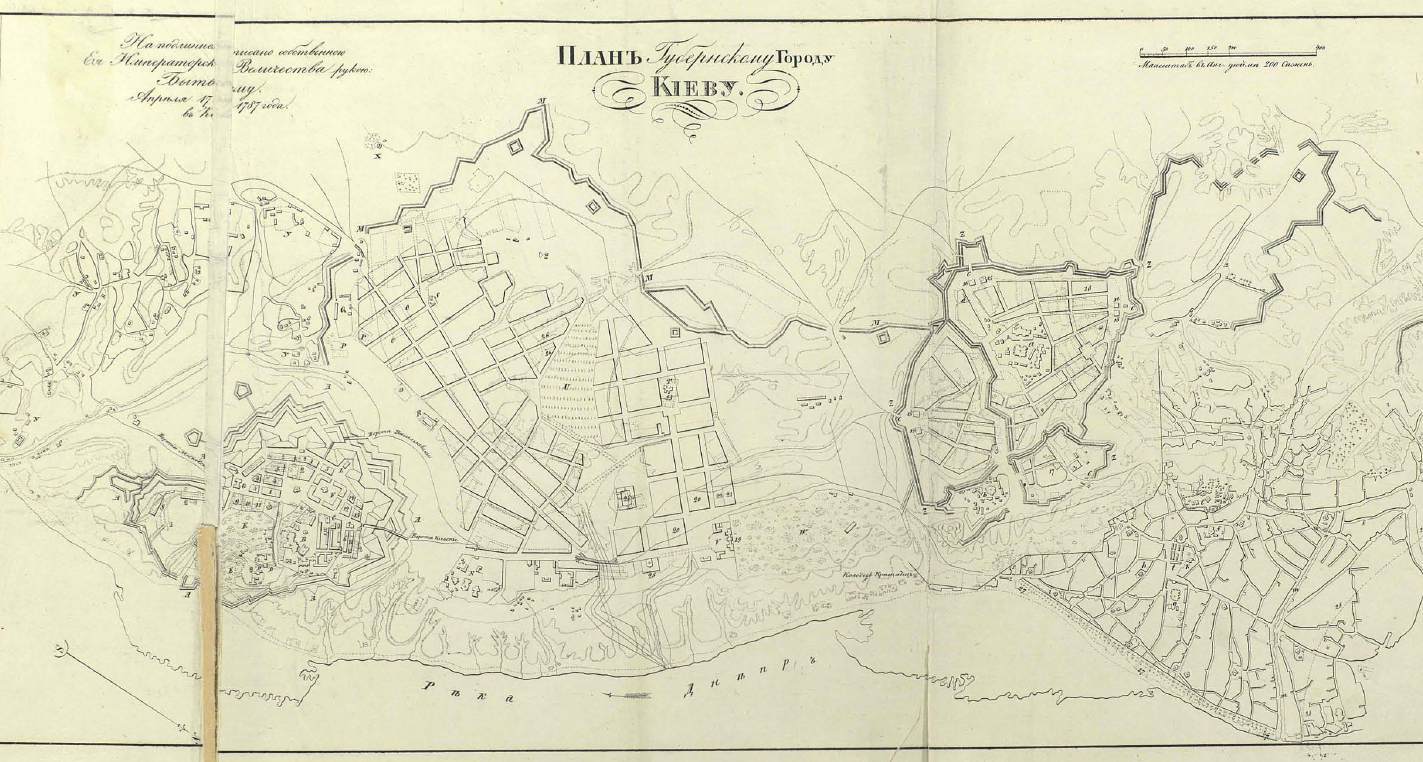
Plan von Kiew von 1787 mit den damaligen Festungsanlagen

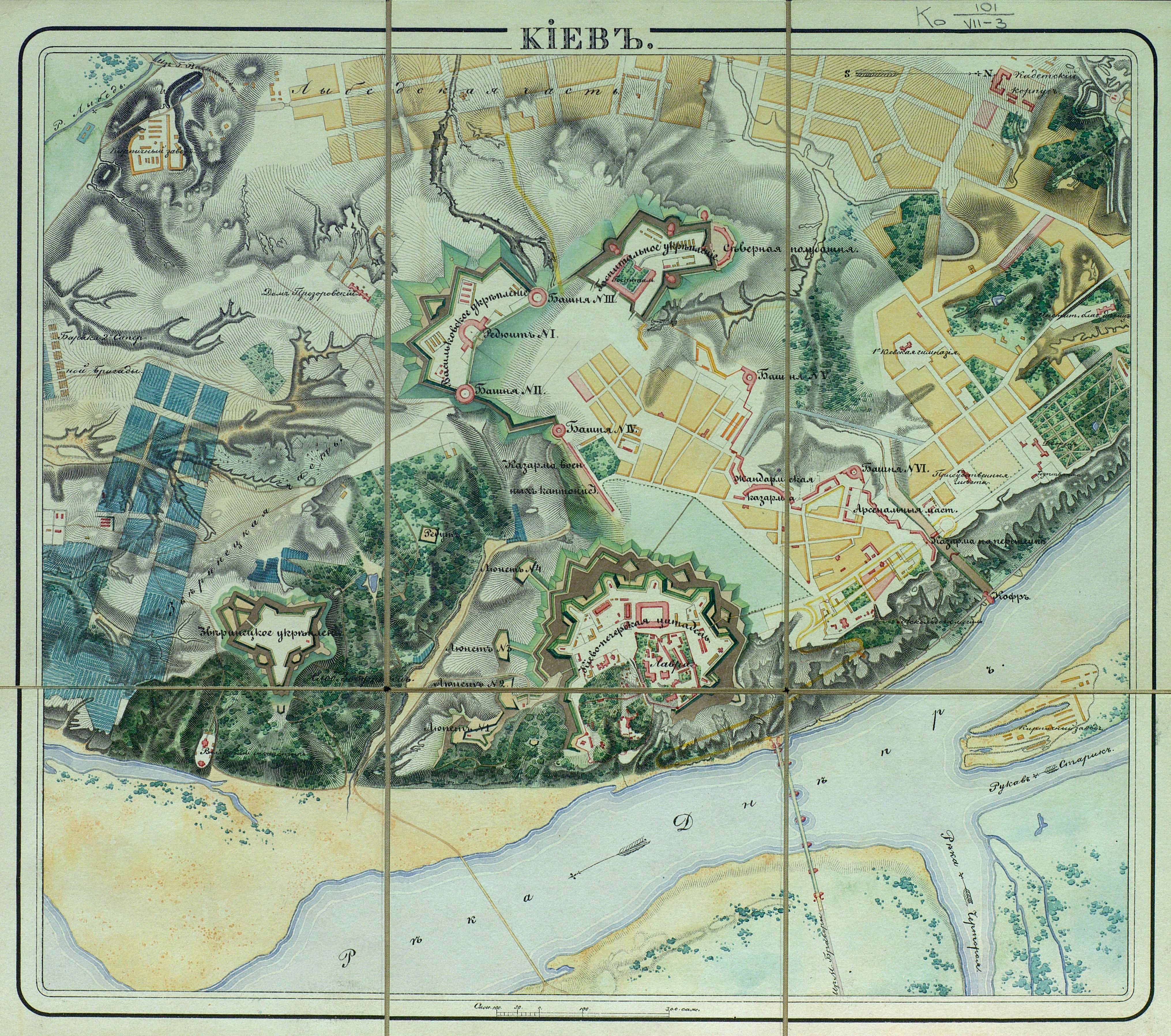
Plan der Kiewer Festung um die Zitadelle, Mitte 19. Jh.

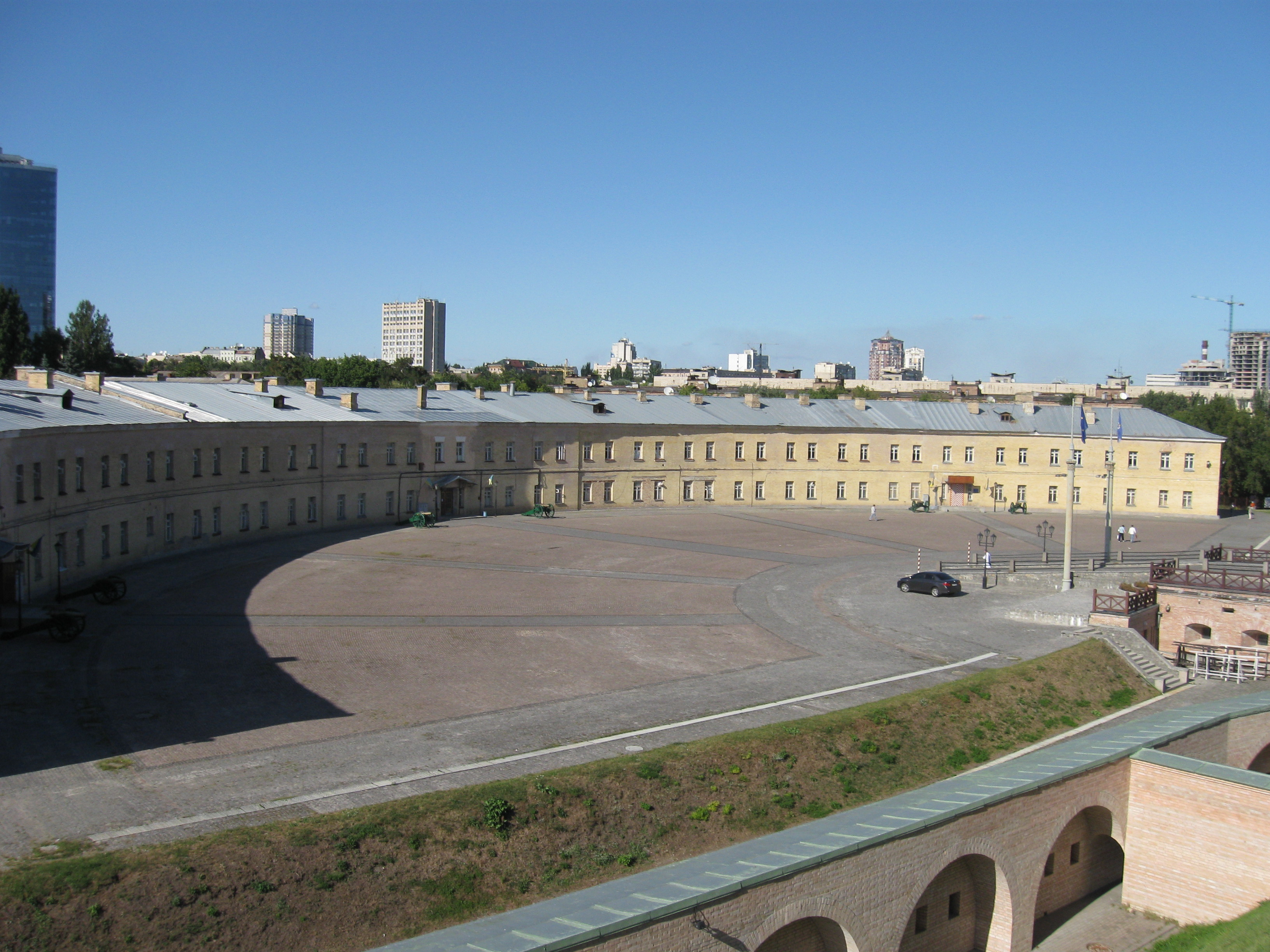
Blick auf die ehemalige Militärschule

Die Kiewer Festung (ukrainisch Київська фортеця/ Kyjiwska fortezja) ist ein ehemaliges Festungsbauwerk in der ukrainischen Hauptstadt Kiew. Sie beherbergt heute ein Museum, eine Gedenkstätte sowie militärische und zivile Einrichtungen.

## Lage und Bestandteile
Die Kiewer Festung erstreckt sich über das rechte, hochgelegene Ufer des Dnepr in mehreren Stadtteilen Kiews, insbesondere in Pechersk, Lypky, Zvirynets und auf der Lysa Hora („Kahler Berg“). Sie besteht aus einer Reihe separater, aber strategisch miteinander verbundener Festungselemente.
Zu den erhaltenen Hauptanlagen zählen:
- die Zitadelle von Pechersk mit Teilen der Lavra-Befestigung
- das Arsenal und der Arsenalplatz
- das Wasilkower Fort (mit den Rundtürmen Nr. 1, 2 und 3)
- die Spitalfestung (Hospitalna-Festung) mit dem schiefen Kaponier (Kosyi Kaponir)
- das Fort auf der Lysa Hora (ab 1872)
- mehrere Redouten, Lunetten und Kaponniere

## Geschichte
Im 17. Jahrhundert, nach dem Vertrag von Perejaslaw (1654), wurde Kiew Teil des Zarenreiches. Die russischen Militärbehörden begannen daraufhin mit dem systematischen Ausbau der Stadt zu einer Festung. Die eigentliche Kiewer Festung entstand ab dem frühen 18. Jahrhundert. Zentrale Maßnahme war der Bau der Pechersker Zitadelle unter Zar Peter I. ab 1706. Diese wurde schrittweise ausgebaut und umfasste auch das Gelände des Kiewer Höhlenklosters (Lavra). Die Zitadelle war von Bastionen und Gräben umgeben. Die strategische Lage auf den Höhen über dem Dnepr erlaubte eine umfassende Kontrolle des Flusstals und der Zugänge zur Stadt.
Im 19. Jahrhundert wurde die Festung durch den Bau mehrerer Außenwerke erheblich erweitert.
Die Wasilkower Befestigung entstand ab 1831, das Spitalfort auf dem Tscherepanow-Hügel zwischen 1836 und 1851. Ursprünglich stand dort nur ein Garnisonslazarett aus dem Jahr 1755, das jedoch im Zuge der Festungserweiterung 1836 bis 1850 zur Spitalfestung ausgebaut wurde. Das zentrale Gebäude in Bogenform wurde in den Jahren 1839 bis 1841 errichtet und diente als Schule für die militärische Medizinausbildung. Dort befindet sich das heute als Museum genutzte Bogenkasernengebäude mit dem „schiefen Kaponier“.
Weitere Werke wie das Fort auf der Lysa Hora wurden bis in die 1870er Jahre errichtet. Zeitweise galt die Kiewer Festung als eine der größten Erdbefestigungen der Welt.
Obwohl sie nie einer Belagerung standhalten musste, diente sie als Rückhalt gegen Aufstände und als Machtinstrument zur Kontrolle der westlichen Randgebiete des Russischen Reiches. In den Kasematten wurden im 19. Jahrhundert politische Gefangene inhaftiert, unter anderem nach dem Januaraufstand 1863. Eine Gedenkstätte erinnert heute an die, nach Niederschlagung des Januaraufstandes 1863, inhaftierten und erschossenen Rebellen und polnische Offiziere.
Nach dem Verlust ihrer militärischen Bedeutung wurde die Festung Anfang des 20. Jahrhunderts entmilitarisiert. Seit 1927 befindet sich auf dem Gelände ein Museum. Teile der Anlage wurden während des Zweiten Weltkriegs erneut militärisch genutzt. Heute stehen weite Teile der Festung unter Denkmalschutz. Die Anlagen werden museal, kulturell und teilweise administrativ genutzt.

## Museum
Das „Historisch-Architektonische Museum Kiewer Festung“ (ukr. Iсторико-архiтектурний музей Київська фортеця) wurde 1927 als Zweigstelle des Stadtmuseums Kiew gegründet und ist seit 1991 eine eigenständige Einrichtung. Es beherbergt über 17.000 Exponate zur Militär- und Stadtgeschichte Kiews. Zentrale Ausstellungsteile befinden sich im Bereich des Kosyi Kaponir.